# Эйскенс, Марк
Марк Мария Франс, виконт Эйскенс (нидерл. Marc Maria Frans, Viscount Eyskens; род. 29 апреля 1933, Лёвен) — бельгийский экономист, государственный и политический деятель. Сын бывшего премьер-министра Бельгии Гастона Эйскенса. 

## Биография
Окончил Лёвенский университет в 1953, получив степень бакалавра философии, и Колумбийский университет в 1957 по специальности «экономика». С 1962 — доктор экономических наук.
В 1962—1998 — профессор, в 1971—1976 — президент Лёвенского университета. В 1972—1978 — член Римского клуба.
Деятельный член Христианской народной партии, позже переименованной в партию Христианские демократы и фламандцы. Депутат Палаты представителей парламента Бельгии в 1977—2003. Неоднократно занимал министерские посты. В 1980—1981 и 1985—1988 — министр финансов, в 1981—1985 — министр экономики, в 1989—1992 — министр иностранных дел. 
Премьер-министр Бельгии 6 апреля — 17 декабря 1981. Его недолго просуществовавший кабинет пал благодаря несогласию ведущих политических сил страны в вопросе субсидирования валлонской сталелитейной промышленности.
Эйскенс принимает активное участие в экономической жизни, являясь членом совета директоров крупных консалтинговых компаний.